# ツクシマイマイ
ツクシマイマイ（筑紫蝸牛）、学名 Euhadra herklotsi は、ナンバンマイマイ科に分類される陸生の巻貝の一種。日本の九州を中心に、その周辺や韓国南部の済州島まで分布する大型のカタツムリである。
標準和名の「ツクシ」は九州の古称「筑紫」に由来し、種小名の herklotsi はオランダのライデン自然史博物館のJ. A. ハークロット（J. A. Herklots）への献名。同博物館にはシーボルトが日本から持ち帰った貝類標本が保管されており、それを本種の記載者であるドイツのマルテンスが研究する際にハークロットが便宜を図ってくれたことに謝意を表したもので、本種のタイプ標本もシーボルトが持ち帰った標本の一つである。

## 分布
- 日本

本州： 山口県西部
四国： 愛媛県の佐田岬半島
九州： 南部を除く全域（長崎県の五島列島・壱岐・対馬、鹿児島県の甑島列島を含む）
- 韓国

済州島
かつて本種の亜種とされていた九州南部から口永良部島・屋久島・種子島まで分布するマイマイ属は分子系統解析の結果から、タカチホマイマイ E. nesiotica (Pilsbry,1902) という独立種と見なすのが妥当であるとの結果が得られている。ただし九州中南部でツクシマイマイとタカチホマイマイが同所的に生息する場所では交雑個体が見られることもある。なお本種が朝鮮半島に分布するトウヨウマイマイ Nesiohelix samarangae Kuroda et Miyanaga に近縁とする文献もあるが、異なる属に分類されている両者が近縁であるという具体的な証拠が示されたことはない。

## 形態
殻は右巻き、日本産カタツムリとしては比較的大型で、一般には殻高20～24mm・殻径30～40mm程度、特に大型のものでは殻高29mm・殻径47mmほどになり、分布域内ではコベソマイマイと並ぶ最大のカタツムリである。殻底中心には明瞭に開いた臍孔（さいこう；へそあな）がある。殻の色は黄褐色-褐色だが、全体の色や色帯は個体変異が大きく、全く色帯のない無帯型からさまざまな色帯パターンのものが知られる。しかし他種に比べると0230型（巻きに沿って2本帯）が出やすいとされ、これを「ツクシマイマイ模様」と呼ぶ図鑑もある。
ただし「ツクシマイマイ模様」という呼称は、日本の貝類研究の基礎を作った一人である米国の貝類学者ピルスブリーがマイマイ属の色帯パターンを定式化した際に提唱した「herklotsi pattern」（図4）に関係して、あたかもその和訳のようにも受け取られて多少の混乱が見られる。ピルスブリーの言う herklotsi は今日のタカチホマイマイを指し、従って「herklotsi pattern」も鹿児島等のタカチホマイマイなどに見られるやや薄い赤褐色の色帯があり、臍孔には色帯を欠く模様のことで、敢えて和訳すれば「タカチホマイマイ模様」となる。これに対し広く流布している「ツクシマイマイ模様」は0204型と”タカチホマイマイ模様”との合成型で、黒褐色の周縁帯（第2帯）の上下にやや淡い第1帯と第3帯が出て、かつ臍孔にも黒褐色の色帯（第4帯）が出るもので、『原色日本貝類図鑑』などで「クロイワマイマイ模様」という名で紹介されているものに相当する。また前述のとおり0230型をツクシマイマイ模様と呼ぶ場合もあって一定しない。なおピルスブリーは今日のツクシマイマイには Euhadra herklotsi hesperia Pilsbry, 1928 （タイプ産地は長崎）と名づけ南部のタカチホマイマイの亜種と見なして区別した。
マイマイ属の軟体部背面の模様は種類によって決まった傾向があるが、ツクシマイマイでは灰褐色～赤褐色の地に淡褐色～褐色の不規則斑が出る。

## 生態
主として森林内～林縁に生息し、日中は落葉や朽木の下に潜み、あるいは樹幹や樹上の葉などに付着して休止し、夜間や降雨時などに這い出て活動する。Euhadra 属には地上性のもの、樹上性のもの、その中間的なものなどあがるが、ツクシマイマイはこれにも変異があり、個体群によって地上性の強いものや樹上傾向の強いものなどがある。餌は主として枯葉などの植物遺骸や樹皮、物の表面に生じた藻類などであるが、森林に近接した農耕地では作物を食べて害を与えることもある。雌雄同体で、他の個体と交尾して遺伝子交換をし、落葉層下や地中に産卵する。卵は数ミリの白色真球状で、炭酸カルシウムの卵殻をもつ。仔貝は殻をもった小さいカタツムリの姿で孵化し、親と同様に匍匐して餌を摂りながら成長する。

## 分類
【原記載】
- Helix herklotsi von Martens, E., 1861, pp.38-40.（原記載文）
- von Martens, C. E., 1861. Die Japanesischen Binnenschnecken im Leidner Museum. Malakozoologische Blätter. Band 7, pp.32-61.

タイプ標本は、ライデン王立自然史博物館（現・ナチュラリス）に保管されていたシーボルトが1823年-1830年に日本で収集した貝類標本中の一つである。学名 Helix herklotsi は「ハークロットのカタツムリ」の意で、ドイツの貝類学者マルテンスがオランダのライデンに滞在してこれらを研究した際にサポートした、同館の無脊椎動物主任 J. A. ハークロットに献名された。タイプ産地は特に記されていないが、論文の標題「Die Japanesischen ～（日本の～）」から自動的に "Japan" とされ、シーボルトの収集品であることから、同じ herklotsi の名をもつヤマタニシとともに長崎産であろうと言われている。
タイプ標本は1994年にモノクロ写真が公表されている。

### かつての亜種・近縁種
上述のとおり分子系統解析の結果からは九州南部より北のものは全てツクシマイマイ、九州南部に分布するものは別種タカチホマイマイ E. nesiotica として扱うのが妥当だとされるが、20世紀前期には、九州と周辺の島々に分布するものを全てツクシマイマイ1種とした上で、地域個体群ごとに複数の亜種として扱う分類法があった。しかしそれらの”亜種”は20世紀半ばからはランクが下げられ、黒田徳米（1953及び1963）は単なる「諸地方型」とし、湊(1988)はタカチホマイマイ（亜種）とヤクシママイマイ（独立種）以外はツクシマイマイの異名（シノニム）と見なしており、いずれも分子系統解析の結果に近い扱いとなっている。他方、細分傾向の強い『原色日本陸産貝類図鑑』（東、1995）では下記のものが全て”亜種”として区別されて20世紀前期に回帰した分類になっているが、その根拠などは一切示されていない。しかしそのためかこれらの”亜種名”が使用されることもあるため、以下に列挙し説明する。
- ツシママイマイ（対馬蝸牛） E. h. tsushimana Möllendorff,1900 ＝ ツクシマイマイ E. herklotsi

対馬と壱岐に分布するとされるが、従来からツクシマイマイの異名とされるのが一般的。殻高28mm・殻径42mmに達する。体層腹面が著しく中高。殻口は円形で、縁は桃色か白色。原記載の産地も壱岐・対馬の両方となっているが、分子系統解析では両個体群は同じクレードに属さず、それぞれが九州本土の別の個体群に近いという結果が出されている。
【原記載】
Euhadra luhuana tsushimana Möllendorff, 1900: p.108 （原記載文）
産地：「Tsushima und Iki.」。
ハンス・フルストルファー（Hans Fruhstorfer ：1866-1922）が対馬と壱岐で採集したものに基づく。記載者のメーレンドルフ（Otto Franz von Möllendorff）は色帯変異として simplex、subzonata、taeniata、fuscozona、subtrizona、tricolor、nigrescens の7型を区別しているが、これ以降これらの名が使用されたことはない。
- ツクシマイマイ（筑紫蝸牛） E. h. hesperia Pilsbry,1928 ＝ ツクシマイマイ E. herklotsi

タイプ産地はNagasakiで、今日ツクシマイマイと呼ばれるものと事実上同じ。そもそもツクシマイマイという和名も最初はこの hesperia に対して新称されたもので、herklotsi の方にはハアクロマイマイという和名が付けられていた。記載者のピルスブリーは、九州産マイマイ属で最古の学名である herklotsi を九州南部の個体群（＝タカチホマイマイ）だと考えたため、北部のものには新たに hesperia と名づけて亜種として区別した。herklotsi のタイプ標本が、長崎を中心に活動したシーボルトの収集品であることからすればむしろ不自然な考え方であるが、herklotsi を記載した本人であるマルテンス自身が後に北部のものを luhuana として別種扱いしていることなどから、ピルスブリーはシーボルトが誰か人を使って九州南部のものを手に入れたのだと推定している。しかし他の研究者らは herklotsi のタイプ標本は長崎近辺の産であり、ピルスブリーが改めて長崎から記載した hesperia はその異名だと考えており、一般にもこれが受け入れられている。
【原記載】
Euhadra herklotsi hesperia Pilsbry, 1928 Proc. Acad. Nat. Sci. Phil. 80: pp.127-129, pl.15, figs.1-3.（原記載文, 写真（図1-7））
タイプ産地：Nagasaki（長崎市）。タイプ標本は殻高22mm、殻径40mm。
- オオヒュウガマイマイ（大日向蝸牛） E. h. hyugana Kuroda,1936 ＝ ツクシマイマイ E. herklotsi

名の通り宮崎県などに分布する大型のものを言うが、従来からツクシマイマイのシノニムとするのが一般的。殻高29mm・殻径47mmに達し、殻口は暗紫色、殻口内は紫色をしており、ツクシマイマイより殻高が高く、体色が全体的に黒っぽいとされ、特に螺塔部が赤褐色を帯びるのが特徴的だとされる。和名は日向に産する大型マイマイの意で、他にヒュウガマイマイという名の貝があるわけではない。
【原記載】
オホヒウガマイマイ Euhadra herklotsi hyugana Kuroda, 1936
タイプ産地：「near Tokuzumi, Hinokage, Miyazaki Prefecture（宮崎県日之影町七折徳富）」）。ホロタイプは殻高29.0mm、殻径47.0mm、パラタイプは殻高28.5mm、殻径45.3mm。
- キリシママイマイ（霧島蝸牛） E. h. kirishimensis Kuroda,1936 ＝タカチホマイマイ E. nesiotica

霧島温泉の丸尾滝がタイプ産地で、霧島山周辺に分布するものを言うが、分子系統からも形態的にもタカチホマイマイと同じもの。殻高19mm・殻径30mmほど、ツクシマイマイより小型で、鈍い周縁角があるとされ、特に殻口縁が紅色を呈するのが特徴的であるとして区別された。殻の模様は黄白色で無帯のもの、1234型のもの、全体に黒いものなどがある。
【原記載】
キリシママイマイ Euhadra herklotsi hyugana Kuroda, 1936 Venus 6(2): 83-84, pl.4, figs.3-4.
タイプ産地：「Maruo-taki (water-fall), Kirishima hot springs, Kagoshima Prefecture」（鹿児島県霧島温泉丸尾滝）。ホロタイプは殻高19.0mm、殻径30.0mm、パラタイプは殻高20.0mm、殻径31.0mm。
- タカチホマイマイ（高千穂蝸牛） E. h. nesiotica (Pilsbry,1902) ＝タカチホマイマイ E. nesiotica

種子島がタイプ産地で、九州本土の南部・種子島・屋久島に分布する。2007年の論文で分子系統解析の結果から独立種とされた。殻高24mm・殻径36mmほどになり、ツクシマイマイより殻高が高く、臍孔が狭い。和名には建国の意を含めて高千穂の名が付けられた。種小名"nesiotica"は「島の～」の意で、タイプ産地が種子島であることによるが、タイプ産地の nesiotica には古くはチンヒトスジマイマイ（チンヒトスヂマイマイ）という和名があった。一方タカチホマイマイという和名はピルスブリーの言う herklotsi（＝九州本土南部の個体群）に対して新称された和名であったが、後にherklotsi は九州北部の個体群（今日のクシマイマイ）だと考えられるようになると同時に、種子島の個体群と九州本土南部の個体群が同種とされるに至り、九州南部群に与えられた最古の学名 nesiotica と、九州本土南部の個体群に与えられた和名タカチホマイマイとの組み合わせが有効名として使用されている。
【原記載】
Eulota (Euhadra) luhuana var. nesiotica Pilsbry, 1902 Proc. Acad. Nat. Sci. Phil. 53 p.614-615.（原記載文）
タイプ産地：Tane-ga-shima, Osumi (Mr. Y. Hirase, No.73b.) （大隅・種子島--平瀬コレクション No.73b）。原記載におけるタイプ標本の寸法は1個は殻高221⁄2mm、殻径35mm、臍孔3mm、他の1個は同201⁄2mm、301⁄2mm、臍孔22⁄3mm。
タイプ標本は1928年のピルスブリーの論文に図示されている（図4・5）。
- ヤクシママイマイ（屋久島蝸牛） E. h. yakushimana (Pilsbry et Hirase,1903) ＝？タカチホマイマイ E. nesiotica

屋久島と種子島に分布し、分類上の位置には議論がある。殻高15mm・殻径22mmほどとツクシマイマイの半分ほどしかない小型種で、殻高が高く、臍孔が狭い。殻口は白色。なお『原色日本陸産貝類図鑑』（p.165）には「色帯は0000型（無帯）」とあるが、原記載にもあるとおり実際には様々な色帯型があり、誤りである（標本例）。分子系統ではタカチホマイマイと区別できないとされるが、殻が小型で殻口が下方を向くことや生殖器の形態に違いがあるとされる。主として屋久島の南西部に分布するが、分子系統解析に用いられたものは屋久島北部のものであるため、分類上の位置については十分な結論は出ていない。独立種 E. yakushimana とする見解もある。
【原記載】
Eulota luhuana yakushimana Pilsbry & Hirase, 1903 Nautilus 17, p.78.（原記載文）
タイプ産地：Yakushima, Osumi （大隅、屋久島）。原記載によるタイプ標本の大きさは殻高17.5mm、殻径23mm、臍孔径2mmおよび同じく17mm、23mm、2.5mm。
最初ピルスブリーらはヤクシママイマイを luhuana （その当時はツクシマイマイ類を指す）の亜種として記載したが、1928年の論文では殻の特徴から独立種に昇格させている（p.124, 図2-2a）。

### 類縁種
クロマイマイ（黒蝸牛） E. tokarainsula Minato et Habe,1982
嘗てはツクシマイマイの亜種 E. herklotsi tokarana Habe et Azuma として分類する見解もあった。
殻径45mmに達する。和名通り殻は濃い茶褐色だが、成長線に沿って細い白線が不規則に入る。色帯は0230型でツクシマイマイと同じである。殻口は楕円形で紫褐色。口永良部島とトカラ列島中之島・臥蛇島・悪石島・宝島に分布する。
ウジグントウマイマイ（宇治群島蝸牛） E. t. ujiensis Tomiyama,1984
クロマイマイの亜種。殻径49mmに達し、殻表の成長脈が粗い。宇治群島・向島に分布する。